# Laxmanniaceae
Laxmanniaceae er en familie der rummer ca. 15 slægter med arter, der vokser i Nord- og Sydamerika, på stillehavsøerne, i Australien og i Sydøstasien. Familien kan – som her – betragtes som en selvstændig gruppe af slægter, eller dens slægter kan henføres til Asparges-familien.
| Arter |

- Acanthocarpus
- Arthropodium
- Chamaescilla
- Chamaexeros
- Kordyline (Cordyline)
- Eustrephus
- Laxmannia
- Lomandra
- Murchisonia
- Romnalda
- Sowerbaea
- Thysanotus
- Trichopetalum
- Xerolirion